# بايرون (نيويورك)
بايرون (بالإنجليزية: Byron, New York)‏ هي بلدة أمريكية تقع في الولايات المتحدة في مقاطعة جينيسي. يقدر عدد سكانها بـ 2,369 نسمة ومساحتها 83.5 كم2 وترتفع عن سطح البحر 184 متر.